# Tłumacz Google
Tłumacz Google (ang. Google Translate) – darmowy serwis internetowy Google umożliwiający tłumaczenie tekstu, plików, stron internetowych, mowy i zdjęć na różne języki.

## Historia
W 2001 w wyszukiwarce Google wprowadzono funkcję tłumaczenia znalezionych stron internetowych dla anglojęzycznych użytkowników. Do wyszukiwarki dodano także podstronę Language Tools (narzędzia językowe), na której można było tłumaczyć podaną przez siebie stronę i tekst. W 2006 te dwa narzędzia zyskały własną subdomenę, tuż po implementacji pierwszej pary języków korzystających ze statystycznego tłumaczenia maszynowego (angielski-arabski).
Rok 2006 podawany jest jako data uruchomienia Tłumacza Google. 8 maja 2008 dodano język polski i możliwość tłumaczenia między dwoma dowolnymi językami z list. W 2013 z serwisu korzystało codziennie 200 milionów osób. W 2016 ponad 500 milionów osób korzystało z serwisu – tłumacząc ponad 100 miliardów słów dziennie. W marcu 2017 język polski zaczął opierać się na systemie GNMT, który ulepszył jakość tłumaczeń.
Po 2020 roku, serwis przeszedł na korzystanie z architektury kodera transformera i dekodera RNN.

## Funkcje
Tłumacz Google pozwala na tłumaczenie tekstu wieloma metodami. Wśród nich są:
- tłumaczenie tekstu – tłumaczy tekst wprowadzony za pomocą klawiatury (fizycznej lub wirtualnej, w tym przez pismo odręczne[10]) bądź głosowo[11].
- tłumaczenie dokumentów – wersja na komputer pozwala tłumaczyć pliki[12].
- tłumaczenie stron – Tłumacz Google pozwala na tłumaczenie stron internetowych[12].
- tłumaczenie zdjęć – tłumaczy tekst wykryty w obrazie z aparatu lub zapisanym zdjęciu. Funkcja dostępna wyłącznie w aplikacji mobilnej[13].
- „dotknij, aby przetłumaczyć” – tłumaczenie wybranego tekstu z innych aplikacji. Funkcja dostępna wyłącznie w aplikacji mobilnej[14].
- konwersacja – pozwala na tłumaczenie dwujęzycznego dialogu. Funkcja dostępna wyłącznie w aplikacji mobilnej[15].
- transkrypcja – zamiana mowy na tekst. Funkcja dostępna wyłącznie w aplikacji mobilnej[16].

Serwis natychmiastowo tłumaczy wyrażenia podczas wpisywania i potrafi wykryć ich język. Wpisując wyraz lub wyrażenie, translator działa niczym słownik, oferując kilka propozycji. Po zalogowaniu się na konto Google, serwis pozwala na zapisanie tłumaczeń na później i przegląd historii.
W przypadku języków, które nie posługują się pismem łacińskim, dostępna jest automatyczna transliteracja. Do tego dostępne są edytory wprowadzania znaków (IME) dla większości tych języków.
Otrzymane tłumaczenia można odsłuchać dzięki syntezie mowy – większość należy do WaveNet od Google (głosy brzmiące naturalnie), a reszta – do eSpeak (głosy brzmiące syntetycznie). Głosy różnią się w zależności od geolokalizacji: angielski głos będzie miał akcent brytyjski w Europie, Afryce i Azji Południowej, australijski w Australii i Nowej Zelandii, indyjski w Indiach, nigeryjski w Nigerii, a amerykański w reszcie świata. Podobnie z hiszpańskim (amerykański na kontynencie, kastylijski poza nim), portugalskim (akcent europejski tylko w Portugalii, poza nią – brazylijski) i francuskim (akcent Quebecu tylko w Kanadzie, poza nią – europejski).

Tłumacz Google jest dostępny jako wtyczka w niektórych przeglądarkach, a w Chrome jest zintegrowana domyślnie.

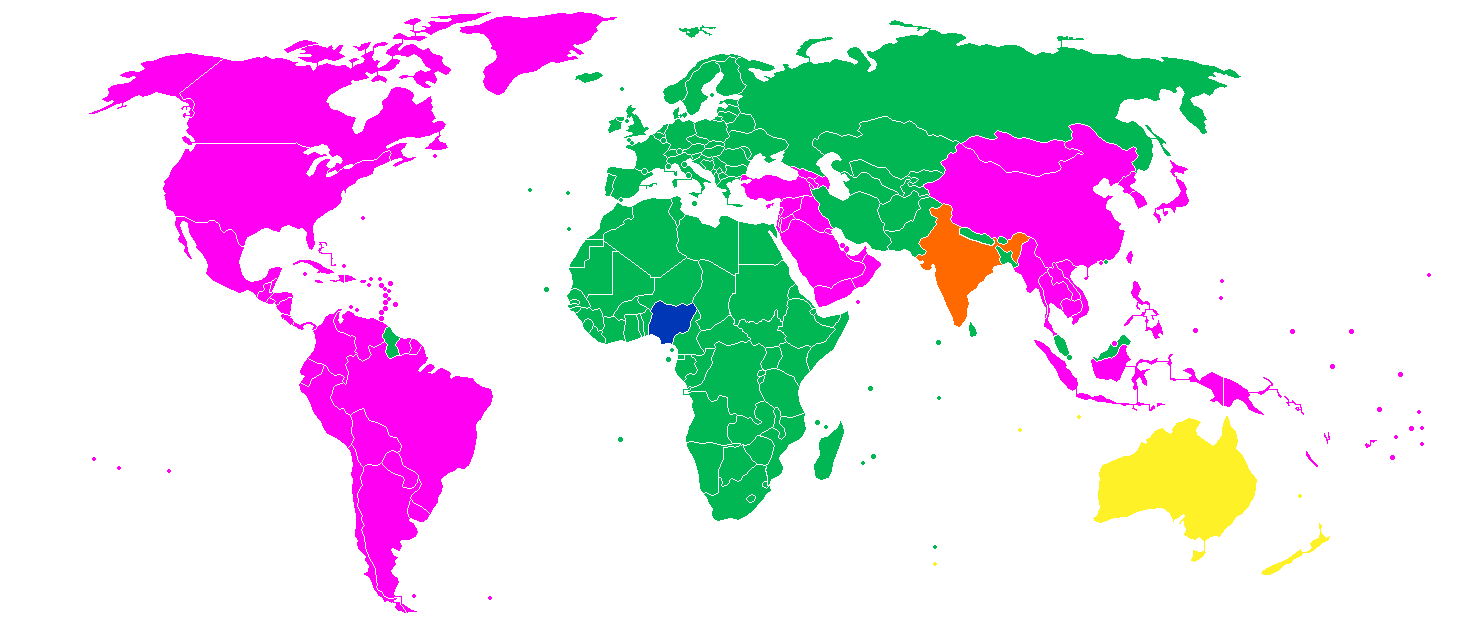
Akcenty głosu angielskiego w zależności od lokacji:
brytyjski
amerykański
australijski
indyjski
nigeryjski

     brytyjski
     amerykański
     australijski
     indyjski
     nigeryjski

### Dostępne języki
| język                       | data dodania         | funkcje | funkcje        | funkcje         | funkcje    |
| język                       | data dodania         | narzędzia wprowadzania | pismo odręczne | syntezator mowy | dyktowanie |
| --------------------------- | -------------------- | --- | -------------- | --------------- | ---------- |
| angielski                   | do 2001              | - klawiatura angielska - klawiatura angielska (Dvoraka) | T              | T               | T          |
| francuski                   | do 2001              | - klawiatura francuska - klawiatura amerykańska (międzynarodowa) | T              | T               | T          |
| hiszpański                  | do 2001              | - klawiatura hiszpańska - klawiatura amerykańska (międzynarodowa) | T              | T               | T          |
| niemiecki                   | do 2001              | - klawiatura niemiecka - klawiatura niemiecka (szwajcarska) - klawiatura amerykańska (międzynarodowa)                                                                     | T              | T               | T          |
| portugalski (Brazylia)      | do 2001              | - klawiatura portugalska (portugalska) - klawiatura portugalska (brazylijska) - klawiatura amerykańska (międzynarodowa)                                                   | T              | T               | T          |
| włoski                      | do 2001              | - klawiatura włoska - klawiatura amerykańska (międzynarodowa) | T              | T               | T          |
| chiński (pismo uproszczone) | 18–19 listopada 2004 | - IME chińskie (pinyin) - IME chińskie (wubi) | T              | T               | T          |
| japoński                    | 18–19 listopada 2004 | - IME japońskie | T              | T               | T          |
| koreański                   | 18–19 listopada 2004 | - klawiatura koreańska | T              | T               | T          |
| arabski                     | 26 kwietnia 2006     | - klawiatura arabska - IME arabskie | T              | T               | T          |
| rosyjski                    | 5–6 grudnia 2006     | - klawiatura rosyjska - IME rosyjskie | T              | T               | T          |
| chiński (pismo tradycyjne)  | 2 lutego 2007        | - IME chińskie (zhuyin) - IME chińskie (cangjie) - IME chińskie (pinyin) - IME kantońskie                                                                                 | T              | T               | T          |
| grecki                      | 11 listopada 2007    | - klawiatura grecka - IME greckie | T              | T               | T          |
| niderlandzki                | 11 listopada 2007    | - klawiatura niderlandzka - klawiatura amerykańska (międzynarodowa) | T              | T               | T          |
| hindi                       | 30 kwietnia 2008     | - klawiatura hindi (fonetyczna) - klawiatura hindi (Inscript) - IME hindi                                                                                                 | T              | T               | T          |
| bułgarski                   | 8 maja 2008          | - klawiatura bułgarska - klawiatura bułgarska (fonetyczna) - IME bułgarskie                                                                                               | T              | T               | T          |
| chorwacki                   | 8 maja 2008          | - klawiatura chorwacka | T              | T               | T          |
| czeski                      | 8 maja 2008          | - klawiatura czeska - klawiatura czeska (QWERTZ) | T              | T               | T          |
| duński                      | 8 maja 2008          | - klawiatura duńska | T              | T               | T          |
| fiński                      | 8 maja 2008          | - klawiatura fińska | T              | T               | T          |
| norweski                    | 8 maja 2008          | - klawiatura norweska | T              | T               | T          |
| polski                      | 8 maja 2008          | - klawiatura polska | T              | T               | T          |
| rumuński                    | 8 maja 2008          | - klawiatura rumuńska - klawiatura rumuńska (SR13392, pierwsza) - klawiatura rumuńska (SR13392, druga)                                                                    | T              | T               | T          |
| szwedzki                    | 8 maja 2008          | - klawiatura szwedzka | T              | T               | T          |
| filipiński                  | 24–25 września 2008  | - klawiatura łacińska Afryki | T              | T               | T          |
| hebrajski                   | 24–25 września 2008  | - klawiatura hebrajska - IME hebrajskie | T              | T               | T          |
| indonezyjski                | 24–25 września 2008  | - klawiatura łacińska Afryki | T              | T               | T          |
| kataloński                  | 24–25 września 2008  | - klawiatura katalońska | T              | T               | T          |
| litewski                    | 24–25 września 2008  | - klawiatura litewska | T              | T               | T          |
| łotewski                    | 24–25 września 2008  | - klawiatura łotewska | T              | T               | T          |
| serbski                     | 24–25 września 2008  | - klawiatura serbska (cyrylica) - klawiatura serbska (łacińska) - IME serbskie                                                                                            | T              | T               | T          |
| słowacki                    | 24–25 września 2008  | - klawiatura słowacka - klawiatura słowacka (QWERTY) | T              | T               | T          |
| słoweński                   | 24–25 września 2008  | - klawiatura słoweńska | T              | N               | T          |
| ukraiński                   | 24–25 września 2008  | - klawiatura ukraińska - IME ukraińskie | T              | T               | T          |
| wietnamski                  | 24–25 września 2008  | - klawiatura wietnamska (TELEX) - klawiatura wietnamska (VIQR) - klawiatura wietnamska (TCVN 6064) - klawiatura wietnamska (VNI) - IME wietnamskie                        | T              | T               | T          |
| albański                    | 30–31 stycznia 2009  | - klawiatura albańska | T              | T               | T          |
| estoński                    | 30–31 stycznia 2009  | - klawiatura estońska | T              | T               | T          |
| galicyjski                  | 30–31 stycznia 2009  | - klawiatura galicyjska | T              | T               | T          |
| maltański                   | 30–31 stycznia 2009  | - klawiatura maltańska | T              | N               | N          |
| tajski                      | 30–31 stycznia 2009  | - klawiatura tajska - klawiatura tajska (Pattajoti) - klawiatura tajska (TIS) - IME tajskie                                                                               | T              | T               | T          |
| turecki                     | 30–31 stycznia 2009  | - klawiatura turecka (QWERTY) - klawiatura turecka (FGĞIOD) | T              | T               | T          |
| węgierski                   | 30–31 stycznia 2009  | - klawiatura węgierska | T              | T               | T          |
| perski                      | 18 czerwca 2009      | - klawiatura perska - IME perskie | T              | N               | T          |
| afrikaans                   | 23–25 sierpnia 2009  | - klawiatura łacińska Afryki | T              | T               | T          |
| białoruski                  | 23–25 sierpnia 2009  | - klawiatura białoruska - IME białoruskie | T              | N               | N          |
| irlandzki                   | 23–25 sierpnia 2009  | - klawiatura łacińska Afryki | T              | N               | N          |
| islandzki                   | 23–25 sierpnia 2009  | - klawiatura islandzka | T              | T               | T          |
| jidysz                      | 23–25 sierpnia 2009  | - klawiatura jidysz | T              | N               | N          |
| macedoński                  | 23–25 sierpnia 2009  | - klawiatura macedońska | T              | N               | T          |
| malajski                    | 23–25 sierpnia 2009  | - klawiatura łacińska Afryki | T              | T               | T          |
| suahili                     | 23–25 sierpnia 2009  | - klawiatura łacińska Afryki | T              | T               | T          |
| walijski                    | 23–25 sierpnia 2009  | - klawiatura łacińska Afryki | T              | T               | N          |
| kreolski (Haiti)            | 28–29 stycznia 2010  | - klawiatura francuska | T              | N               | N          |
| azerski                     | 13 maja 2010         | | T              | N               | T          |
| baskijski                   | 13 maja 2010         | - klawiatura baskijska | T              | T               | T          |
| gruziński                   | 13 maja 2010         | - klawiatura gruzińska - klawiatura gruzińska (maszynistki) | T              | N               | T          |
| ormiański                   | 13 maja 2010         | - klawiatura ormiańska (zachodnia) - klawiatura ormiańska (wschodnia) | T              | N               | T          |
| urdu                        | 13 maja 2010         | - klawiatura urdu - IME urdu | T              | N               | T          |
| łaciński                    | 29–30 września 2010  | | T              | T               | N          |
| bengalski                   | 19–20 czerwca 2011   | - klawiatura bengalska - klawiatura bengalska (Inscript) - IME bengalskie                                                                                                 | T              | T               | T          |
| gudżarati                   | 19–20 czerwca 2011   | - klawiatura gudżarati - klawiatura gudżarati (Inscript) - IME gudżarati                                                                                                  | T              | T               | T          |
| kannada                     | 19–20 czerwca 2011   | - klawiatura kannada - klawiatura kannada (Inscript) - IME kannada | T              | T               | T          |
| tamilski                    | 19–20 czerwca 2011   | - klawiatura tamilska - klawiatura tamilska (Inscript) - klawiatura tamilska (maszynistki) - klawiatura tamilska (ITRANS) - klawiatura tamilska (Tamil99) - IME tamilskie | T              | T               | T          |
| telugu                      | 19–20 czerwca 2011   | - klawiatura telugu - klawiatura telugu (Inscript) - IME telugu | T              | T               | T          |
| esperanto                   | 22 lutego 2012       | | T              | N               | N          |
| laotański                   | 12–13 września 2012  | - klawiatura laotańska | T              | N               | T          |
| khmerski                    | 19 kwietnia 2013     | - klawiatura khmerska (NiDA) | T              | T               | T          |
| bośniacki                   | 8 maja 2013          | - klawiatura bośniacka | T              | T               | N          |
| cebuański                   | 8 maja 2013          | | T              | N               | N          |
| hmong                       | 8 maja 2013          | | T              | N               | N          |
| jawajski                    | 8 maja 2013          | - klawiatura łacińska Afryki | N              | T               | T          |
| marathi                     | 8 maja 2013          | - klawiatura hindi (fonetyczna) - IME marathi | T              | T               | T          |
| hausa                       | 9 grudnia 2013       | - klawiatura łacińska Afryki | N              | T               | N          |
| igbo                        | 9 grudnia 2013       | - klawiatura łacińska Afryki | N              | N               | N          |
| joruba                      | 9 grudnia 2013       | - klawiatura łacińska Afryki | N              | N               | N          |
| maoryski                    | 9 grudnia 2013       | - klawiatura maori | T              | N               | N          |
| mongolski                   | 9 grudnia 2013       | - klawiatura mongolska | T              | N               | T          |
| nepalski                    | 9 grudnia 2013       | - klawiatura nepalska - klawiatura nepalska (Inscript) - IME nepalskie | T              | T               | T          |
| pendżabski (gurmukhi)       | 9 grudnia 2013       | - klawiatura pendżabska - klawiatura pendżabska (Inscript) - IME pendżabskie                                                                                              | T              | T               | T          |
| somalijski                  | 9 grudnia 2013       | - klawiatura łacińska Afryki | T              | N               | N          |
| zulu                        | 9 grudnia 2013       | - klawiatura łacińska Afryki | T              | N               | T          |
| birmański                   | 11 grudnia 2014      | - klawiatura birmańska - klawiatura birmańska (smart) | T              | T               | T          |
| cziczewa                    | 11 grudnia 2014      | - klawiatura łacińska Afryki | T              | N               | N          |
| kazachski                   | 11 grudnia 2014      | - klawiatura kazachska | T              | N               | T          |
| malajalam                   | 11 grudnia 2014      | - klawiatura malajalam - klawiatura malajalam (Inscript) - IME malajalam                                                                                                  | T              | T               | T          |
| malgaski                    | 11 grudnia 2014      | - klawiatura łacińska Afryki | T              | N               | N          |
| sesotho                     | 11 grudnia 2014      | - klawiatura łacińska Afryki | N              | N               | T          |
| sundajski                   | 11 grudnia 2014      | - klawiatura łacińska Afryki | T              | T               | T          |
| syngaleski                  | 11 grudnia 2014      | - klawiatura syngaleska - IME syngaleskie | T              | T               | T          |
| tadżycki                    | 11 grudnia 2014      | - klawiatura tadżycka | T              | N               | N          |
| uzbecki                     | 11 grudnia 2014      | - klawiatura uzbecka (łacińska) - klawiatura uzbecka (cyrylica) - klawiatura uzbecka (cyrylica, maszynistki)                                                              | T              | N               | T          |
| amharski                    | 17 lutego 2016       | - klawiatura amharska - IME amharskie | T              | T               | T          |
| fryzyjski                   | 17 lutego 2016       | | T              | N               | N          |
| hawajski                    | 17 lutego 2016       | | T              | N               | N          |
| kirgiski                    | 17 lutego 2016       | - klawiatura kirgiska | T              | N               | N          |
| korsykański                 | 17 lutego 2016       | | T              | N               | N          |
| kurdyjski (kurmandżi)       | 17 lutego 2016       | - klawiatura kurdyjska | T              | N               | N          |
| luksemburski                | 17 lutego 2016       | - klawiatura francuska - klawiatura amerykańska (międzynarodowa) | T              | N               | N          |
| paszto                      | 17 lutego 2016       | - klawiatura paszto | N              | N               | N          |
| samoański                   | 17 lutego 2016       | | T              | N               | N          |
| shona                       | 17 lutego 2016       | - klawiatura łacińska Afryki | T              | N               | N          |
| sindhi                      | 17 lutego 2016       | - klawiatura sindhi | N              | N               | N          |
| szkocki gaelicki            | 17 lutego 2016       | | T              | N               | N          |
| xhosa                       | 17 lutego 2016       | - klawiatura łacińska Afryki | T              | N               | T          |
| kinyarwanda                 |                      | - klawiatura łacińska Afryki | N              | N               | T          |
| odia (orija)                | 27 lutego 2020       | - klawiatura orija - klawiatura orija (Inscript) - IME orija | T              | N               | N          |
| tatarski                    | 27 lutego 2020       | - klawiatura tatarska | N              | N               | N          |
| turkmeński                  | 27 lutego 2020       | - klawiatura łacińska Afryki | N              | N               | N          |
| ujgurski                    | 27 lutego 2020       | - klawiatura ujgurska | N              | N               | N          |
| ajmara                      | 11-12 maja 2022      | | T              | N               | N          |
| asamski                     | 11-12 maja 2022      | | T              | N               | N          |
| bambara                     | 11-12 maja 2022      | | N              | N               | N          |
| bhodźpuri                   | 11-12 maja 2022      | - klawiatura hindi (fonetyczna) | T              | N               | N          |
| dhivehi                     | 11-12 maja 2022      | | N              | N               | N          |
| dogri                       | 11-12 maja 2022      | - klawiatura hindi (fonetyczna) | T              | N               | N          |
| ewe                         | 11-12 maja 2022      | | N              | N               | N          |
| guarani                     | 11-12 maja 2022      | | T              | N               | N          |
| ilokański                   | 11-12 maja 2022      | | T              | N               | N          |
| keczua                      | 11-12 maja 2022      | | N              | N               | N          |
| konkani                     | 11-12 maja 2022      | - klawiatura hindi (fonetyczna) | T              | N               | N          |
| krio                        | 11-12 maja 2022      | | N              | N               | N          |
| kurdyjski (sorani)          | 11-12 maja 2022      | - klawiatura sorani (styl arabski) - klawiatura sorani (styl angielski)                                                                                                   | N              | N               | N          |
| lingala                     | 11-12 maja 2022      | | N              | N               | N          |
| luganda                     | 11-12 maja 2022      | | T              | N               | N          |
| maithili                    | 11-12 maja 2022      | - klawiatura hindi (fonetyczna) | T              | N               | N          |
| meiteilon (manipuri)        | 11-12 maja 2022      | - klawiatura manipuri (meitei mayek) | N              | N               | N          |
| mizo                        | 11-12 maja 2022      | | T              | N               | N          |
| oromo                       | 11-12 maja 2022      | | T              | N               | N          |
| sanskryt                    | 11-12 maja 2022      | - klawiatura sanskrycka - klawiatura sanskrycka (Inscript) - IME sanskryckie                                                                                              | T              | N               | N          |
| sepedi                      | 11-12 maja 2022      | | T              | N               | T          |
| tigrinia                    | 11-12 maja 2022      | - klawiatura etiopska - IME tigrinia | T              | N               | N          |
| tsonga                      | 11-12 maja 2022      | | T              | N               | T          |
| twi                         | 11-12 maja 2022      | | N              | N               | N          |
| abchaski                    | 27 czerwca 2024      | | N              | N               | N          |
| aceh                        | 27 czerwca 2024      | | T              | N               | N          |
| aczoli                      | 27 czerwca 2024      | | T              | N               | N          |
| afar                        | 27 czerwca 2024      | | T              | N               | N          |
| alur                        | 27 czerwca 2024      | | T              | N               | N          |
| awadhi                      | 27 czerwca 2024      | - klawiatura hindi (fonetyczna) | T              | N               | N          |
| awarski                     | 27 czerwca 2024      | | N              | N               | N          |
| balijski                    | 27 czerwca 2024      | | T              | N               | N          |
| baszkirski                  | 27 czerwca 2024      | | T              | N               | N          |
| batak karo                  | 27 czerwca 2024      | | T              | N               | N          |
| batak simalungun            | 27 czerwca 2024      | | T              | N               | N          |
| batak toba                  | 27 czerwca 2024      | | T              | N               | N          |
| baule                       | 27 czerwca 2024      | | N              | N               | N          |
| beludżi                     | 27 czerwca 2024      | | N              | N               | N          |
| bemba                       | 27 czerwca 2024      | | T              | N               | N          |
| betawi                      | 27 czerwca 2024      | | T              | N               | N          |
| bikolski                    | 27 czerwca 2024      | | T              | N               | N          |
| bretoński                   | 27 czerwca 2024      | | T              | N               | N          |
| buriacki                    | 27 czerwca 2024      | | N              | N               | N          |
| chiga                       | 27 czerwca 2024      | | T              | N               | N          |
| chuuk                       | 27 czerwca 2024      | | T              | N               | N          |
| czamorro                    | 27 czerwca 2024      | | T              | N               | N          |
| czeczeński                  | 27 czerwca 2024      | | N              | N               | N          |
| czuwaski                    | 27 czerwca 2024      | | N              | N               | N          |
| dari                        | 27 czerwca 2024      | - klawiatura dari - IME perskie | N              | N               | N          |
| dinka                       | 27 czerwca 2024      | | T              | N               | N          |
| diula                       | 27 czerwca 2024      | | N              | N               | N          |
| dombe                       | 27 czerwca 2024      | | T              | N               | N          |
| dzongkha                    | 27 czerwca 2024      | - klawiatura dzongkha | N              | N               | N          |
| farerski                    | 27 czerwca 2024      | | N              | N               | N          |
| fidżyjski                   | 27 czerwca 2024      | | T              | N               | N          |
| fon                         | 27 czerwca 2024      | | N              | N               | N          |
| friulski                    | 27 czerwca 2024      | | T              | N               | N          |
| ful                         | 27 czerwca 2024      | | N              | N               | N          |
| ga                          | 27 czerwca 2024      | | N              | N               | N          |
| hiligaynon                  | 27 czerwca 2024      | | T              | N               | N          |
| hunsrück                    | 27 czerwca 2024      | | T              | N               | N          |
| iban                        | 27 czerwca 2024      | | T              | N               | N          |
| jakucki                     | 27 czerwca 2024      | | N              | N               | N          |
| jamajski                    | 27 czerwca 2024      | | T              | N               | N          |
| jingpo                      | 27 czerwca 2024      | | T              | N               | N          |
| kalaallisut                 | 27 czerwca 2024      | | T              | N               | N          |
| kantoński                   | 27 czerwca 2024      | - IME kantońskie (jyutping) - IME kantońskie (cangjie) - IME kantońskie (jyutping, szybki)                                                                                | T              | T               | T          |
| kanuri                      | 27 czerwca 2024      | | T              | N               | N          |
| kekczi                      | 27 czerwca 2024      | | T              | N               | N          |
| khasi                       | 27 czerwca 2024      | | T              | N               | N          |
| kikongo                     | 27 czerwca 2024      | | T              | N               | N          |
| kituba                      | 27 czerwca 2024      | | T              | N               | N          |
| kokborok                    | 27 czerwca 2024      | | T              | N               | N          |
| komi                        | 27 czerwca 2024      | | N              | N               | N          |
| kreolski (Mauritius)        | 27 czerwca 2024      | | T              | N               | N          |
| kreolski (Seszele)          | 27 czerwca 2024      | | T              | N               | N          |
| krymsko-tatarski            | 27 czerwca 2024      | | N              | N               | N          |
| lai                         | 27 czerwca 2024      | | T              | N               | N          |
| lapoński (północny)         | 27 czerwca 2024      | | T              | N               | N          |
| liguryjski                  | 27 czerwca 2024      | | T              | N               | N          |
| limburski                   | 27 czerwca 2024      | | T              | N               | N          |
| lombardzki                  | 27 czerwca 2024      | | T              | N               | N          |
| luo                         | 27 czerwca 2024      | | T              | N               | N          |
| łatgalski                   | 27 czerwca 2024      | | N              | N               | N          |
| madurski                    | 27 czerwca 2024      | | T              | N               | N          |
| makasarski                  | 27 czerwca 2024      | | T              | N               | N          |
| malajski (jawi)             | 27 czerwca 2024      | | N              | N               | N          |
| mam                         | 27 czerwca 2024      | | T              | N               | N          |
| manx                        | 27 czerwca 2024      | | T              | N               | N          |
| marszalski                  | 27 czerwca 2024      | | N              | N               | N          |
| marwadi                     | 27 czerwca 2024      | - klawiatura hindi (fonetyczna) | T              | N               | N          |
| maya                        | 27 czerwca 2024      | | T              | N               | N          |
| minang                      | 27 czerwca 2024      | | T              | N               | N          |
| n'ko                        | 27 czerwca 2024      | | N              | N               | N          |
| nahuatl (wschodni huasteca) | 27 czerwca 2024      | | T              | N               | N          |
| ndau                        | 27 czerwca 2024      | | T              | N               | N          |
| ndebele (południowy)        | 27 czerwca 2024      | | T              | N               | N          |
| newarski (newari)           | 27 czerwca 2024      | - klawiatura hindi (fonetyczna) | T              | N               | N          |
| nuer                        | 27 czerwca 2024      | | N              | N               | N          |
| oksytański                  | 27 czerwca 2024      | | T              | N               | N          |
| osetyjski                   | 27 czerwca 2024      | | N              | N               | N          |
| pampango                    | 27 czerwca 2024      | | T              | N               | N          |
| pangasinan                  | 27 czerwca 2024      | | T              | N               | N          |
| papiamento                  | 27 czerwca 2024      | | T              | N               | N          |
| pendżabski (szachmukhi)     | 27 czerwca 2024      | | N              | N               | N          |
| portugalski (Portugalia)    | 27 czerwca 2024      | - klawiatura portugalska (portugalska) - klawiatura portugalska (brazylijska) - klawiatura amerykańska (międzynarodowa)                                                   | T              | T               | T          |
| romski                      | 27 czerwca 2024      | - klawiatura romska | T              | N               | N          |
| rundi                       | 27 czerwca 2024      | | T              | N               | N          |
| sango                       | 27 czerwca 2024      | | T              | N               | N          |
| santali                     | 27 czerwca 2024      | | T              | N               | N          |
| suazi                       | 27 czerwca 2024      | | T              | N               | N          |
| susu                        | 27 czerwca 2024      | | T              | N               | N          |
| sycylijski                  | 27 czerwca 2024      | | T              | N               | N          |
| szan                        | 27 czerwca 2024      | | N              | N               | N          |
| śląski                      | 27 czerwca 2024      | | T              | N               | N          |
| tahitański                  | 27 czerwca 2024      | | T              | N               | N          |
| tamazight                   | 27 czerwca 2024      | | N              | N               | N          |
| tamazight (tifinagh)        | 27 czerwca 2024      | | N              | N               | N          |
| tetum                       | 27 czerwca 2024      | | T              | N               | N          |
| tiw                         | 27 czerwca 2024      | | T              | N               | N          |
| tok pisin                   | 27 czerwca 2024      | | T              | N               | N          |
| tonga                       | 27 czerwca 2024      | | T              | N               | N          |
| tswana                      | 27 czerwca 2024      | | T              | N               | N          |
| tulu                        | 27 czerwca 2024      | | N              | N               | N          |
| tumbuka                     | 27 czerwca 2024      | | T              | N               | N          |
| tuwiński                    | 27 czerwca 2024      | | N              | N               | N          |
| tybetański                  | 27 czerwca 2024      | | T              | N               | N          |
| udmurcki                    | 27 czerwca 2024      | | N              | N               | N          |
| venda                       | 27 czerwca 2024      | | N              | N               | N          |
| warajski                    | 27 czerwca 2024      | | T              | N               | N          |
| wenecki                     | 27 czerwca 2024      | | T              | N               | N          |
| wolof                       | 27 czerwca 2024      | - klawiatura łacińska Afryki | N              | N               | N          |
| wschodniomaryjski           | 27 czerwca 2024      | | N              | N               | N          |
| zapotecki                   | 27 czerwca 2024      | | T              | N               | N          |

### Aplikacja mobilna
Aplikację mobilną wydano najpierw na system Android w styczniu 2010, a 8 lutego 2011 na iOS. Oprócz tego, istniała wcześniejsza aplikacja HTML dla urządzeń z iOS, powstała w sierpniu 2008. Poza podstawowymi funkcjami, aplikacja pozwala na użytkowanie w trybie offline, tłumaczenie napisów z aparatu oraz plików graficznych (dzięki Word Lens), wykonywanie tłumaczeń w innych aplikacjach, oraz tłumaczenie ludzkiej mowy na żywo w trybie konwersacji lub w trybie transkrypcji.

### API
Google oferuje swoje API dla Tłumacza za opłatą. 26 maja 2011 ogłoszono zakończenie poprzedniej, darmowej oferty (z terminem 1 grudnia), lecz ze względu na dużą popularność API do tego nie doszło.

### Społeczność
Między latami 2013 a 2024, Google pozwalało wolontariuszom (crowdsourcing) poprzez aplikację Google Crowdsource lub opcję „Społeczność” na stronie internetowej. Użytkownicy mogli tłumaczyć podane zdania, oceniać istniejące tłumaczenia, a w przypadku języków  BETA , testować wczesną wersję translatora.

## Metody tłumaczenia
Od listopada 2016, Google korzysta z GNMT, a wcześniej – z mechanizmu statycznego tłumaczenia maszynowego i SYSTRAN.

### GNMT
Google Neural Machine Translation (GNMT) opracowano w celu zwiększenia płynności i dokładności serwisu. System ten wykorzystuje dużą, sztuczną sieć neuronową (dokładniej sieć długiej pamięci krótkoterminowej) zdolną do deep learningu. Dzięki wykorzystaniu metody tłumaczenia maszynowego opartą na próbkach (EBMT), w której system „uczy się z milionów przykładów”, GNMT pozwala poprawić jakość tłumaczeń. Według badaczy Google technika ta umożliwia przekładanie „całych zdań naraz, a nie kawałek po kawałku. Zwraca uwagę na szerszy kontekst, aby znaleźć najbardziej odpowiednie tłumaczenia, które następnie przestawia i dostosowuje tak, aby przypominały ludzką mowę z poprawną gramatyką”. Zamierzona przez GNMT architektura została zaimplementowana dla wszystkich języków obsługiwanych przez serwis. Dzięki kompleksowej strukturze, „system z czasem uczy się tworzyć lepsze, bardziej naturalne tłumaczenia”. Sieć GNMT jest zdolna do międzyjęzykowego tłumaczenia maszynowego, która koduje „semantykę zdania, niż zapamiętując frazę do tłumaczenia”, a system nie wymyślił własnego języka uniwersalnego, ale korzysta z „podobieństw znalezionych między wieloma językami”. GNMT zostało wypuszczone dla polskiego w marcu 2017.
GNMT umożliwia tłumaczenie bezpośrednio z jednego języka na inny (L1 → L2), co jest poprawą względem wcześniejszych wersji, które najpierw tłumaczyły na język angielski, a dopiero potem na język docelowy (L1 → EN → L2). Jest to możliwe dzięki „tłumaczeniu zero-shot”, które dotyczy par języków, których system nie oferował bezpośrednio (np. z japońskiego na koreański).

### Statystyczne tłumaczenia maszynowe i SYSTRAN
Przed październikiem 2007 tłumaczenia między językami innymi niż arabski, chiński i rosyjski działały w oparciu o SYSTRAN – silnik oprogramowania, który był stosowany np. w Babel Fish. Od tego czasu, do implementacji GNMT Tłumacz Google używał zastrzeżonej technologii wewnętrznej opartej na statystycznym tłumaczeniu maszynowym.
System ten nie stosował się do zasad gramatycznych – jego algorytmy były oparte na analizie statystycznej, a nie na tradycyjnej analizie opartej na regułach gramatyki. Oryginalny twórca systemu, Franz Josef Och, skrytykował skuteczność algorytmów opartych na regułach, w zamian popierając metody statystyczne. Oryginalne wersje serwisu wykorzystywały metodę zwaną statystycznym tłumaczeniem maszynowym, opartą na badaniach Ocha, zwycięzcy konkursu DARPA na tłumaczenie maszynowe w 2003 roku. Och był szefem grupy tłumaczeń maszynowych Google, aż do momentu dołączenia do Human Longevity, Inc. w lipcu 2014.
Według Ocha solidna podstawa do stworzenia użytecznego systemu statystycznego dla nowej pary języków od podstaw powinna składać się z dwujęzycznego korpusu tekstowego (lub kolekcji równoległej) o objętości ponad 150–200 milionów słów i dwóch jednojęzycznych korpusów, z których każdy powinien zawierać ponad miliarda słów. Modele statystyczne z tych danych byłyby następnie wykorzystywane do tłumaczenia między językami. Do zebrania tak ogromnej ilości danych językowych Google wykorzystał dokumenty i transkrypty od Organizacji Narodów Zjednoczonych i Parlamentu Europejskiego. ONZ zazwyczaj publikuje dokumenty w sześciu oficjalnych językach, co ułatwiło zebranie ogromnego korpusu.
Tłumacz Google nie tłumaczył bezpośrednio z jednego języka na inny (L1 → L2). W zamian, w większości przypadków treści były tłumaczone najpierw na angielski, a dopiero potem na język docelowy (L1 → EN → L2).
Przy generowaniu tłumaczenia Tłumacz Google szukał wzorców w setkach milionów dokumentów, które zostały już przełożone przez ludzkich tłumaczy, aby znaleźć najtrafniejsze odwzorowanie. Wykrywszy je, Tłumacz mógł w przemyślany sposób domyślić się, jak powinno brzmieć poprawne tłumaczenie.

## Wykorzystane licencje WordNet
| Język            | WordNet                          | Na licencji     |
| ---------------- | -------------------------------- | --------------- |
| albański         | Albanet                          | CC BY 3.0/GPL 3 |
| angielski        | Princeton Wordnet                | Wordnet         |
| arabski          | Arabic Wordnet                   | CC BY-SA 3      |
| chiński          | Chinese Wordnet                  | Wordnet         |
| duński           | Dannet                           | Wordnet         |
| fiński           | FinnWordnet                      | Wordnet         |
| francuski        | WOLF (WOrdnet Libre du Français) | CeCILL-C        |
| galicyjski       | Multilingual Central Repository  | CC BY-3.0       |
| hebrajski        | Hebrew Wordnet                   | Wordnet         |
| hiszpański       | Multilingual Central Repository  | CC BY-3.0       |
| indonezyjski     | Wordnet Bahasa                   | MIT             |
| japoński         | Japanese Wordnet                 | Wordnet         |
| kataloński       | Multilingual Central Repository  | CC BY-3.0       |
| kreolski (Haiti) | MIT-Haiti Initiative             | CC-BY 4.0       |
| malajski         | Wordnet Bahasa                   | MIT             |
| norweski         | Norwegian Wordnet                | Wordnet         |
| perski           | Persian Wordnet                  | wolny użytek    |
| polski           | plWordnet                        | Wordnet         |
| portugalski      | OpenWN-PT                        | CC BY-SA-3.0    |
| tajski           | Thai Wordnet                     | Wordnet         |
| włoski           | MultiWordnet                     | CC BY-3.0       |

## Dokładność
Tłumacz Google nie jest tak dokładny, jak tłumaczenie ludzkie. Jeżeli tekst jest krótki, poprawnie sformułowany i używa formalnego słownictwa (w szczególności kiedy oba języki mają duże korpusy językowe), wynik jest podobny do satysfakcjonującego, lecz w im mniejszym stopniu spełnia te kryteria, tym wynik będzie gorszy. Ludzka ocena wykazała, że tłumaczenia przekazywały zamysł powyżej 50% tylko dla 35 języków z 102. W przypadku par bez angielskiego po którejkolwiek stronie, liczba ta wynosi około 1%. Badania z 2011 pokazały, że Google uzyskał wynik trochę większy niż na zaliczenie egzaminu z angielskiego na UCLA. Pod względem formalności, spójności, długości oraz struktury zdań wyniki Tłumacza są podobne względem tłumaczeń ludzkich. Podczas badań Google z 2018, użytkownicy języków mieli ocenić tłumaczenia w skali od 0 do 6 – średnia wyniosła 5,43.
Jakość tłumaczeń różni się między językami ze względu na powszechność języków i źródeł na ich temat. Wiele języków azjatyckich i afrykańskich (z wyjątkami np. afrikaans i chińskiego) wypada gorzej w porównaniu z tymi europejskimi, a tych rdzennych z Oceanii i Ameryk nie ma prawie wcale.
Działając jako słownik, Tłumacz często popełniał błędy względem słów polisemicznych – 100 najpopularniejszych słów w korpusie słownika Oxford ma średnio 15 znaczeń, a większość znanych wyrazów ma ich co najmniej 2. Ponieważ translator opierał się na tłumaczeniu statystycznym, a tłumaczenia korzystały z angielskiego jako bazy, w niektórych przypadkach oznaczało to błędne tłumaczenia. Jeżeli w bazie nie ma wyrazu, serwis jest w stanie wymyślić dla niego tłumaczenie.

## Ograniczenia
Tłumacz Google, jak inne serwisy tłumaczeniowe, posiada ograniczenia. Serwis ogranicza liczbę znaków (5000), które mogą być jednorazowo przetłumaczone, lecz można to obejść, tłumacząc tekst w pliku. O ile serwis pozwala użytkownikowi zrozumieć tekst, często tłumaczy słowo-do-słowa, co czyni tłumaczenia niedokładnymi. Pod względem gramatycznym, serwis zmaga się z rozróżnianiem aspektu dokonanego i niedokonanego w językach romańskich, co przyczynia się do błędów, których by nie napotkał ludzki tłumacz. Translator borykał się także z trybem łączącym oraz francuskim tu i vous (w angielskim oba tłumaczy się jako you). Tłumacz ma problemy z rozumieniem polisemii i związków frazeologicznych.

## Odbiór i wykorzystanie w praktyce
Tuż po wystartowaniu serwisu, wygrał on międzynarodowy turniej w tłumaczeniu maszynowym z angielskiego na chiński i arabski.

### Wykorzystanie w sądzie
W 2017 Tłumacz Google został użyty podczas rozprawy sądowej w Teesside Magistrates’ Court, ponieważ nie można było zarezerwować tłumacza dla oskarżonego mówiącego po chińsku.